# 布魯阿德爾角
布魯阿德爾角（英語：Brouardel Point）是南極洲的海岬，位於威廉群島的布斯島，處於拉夸山半島西面，由法國探險隊繪入地圖，現時由南極條約體系管理。